# Triangle isocèle

Un triangle isocèle.

En géométrie, un triangle isocèle est un triangle ayant au moins deux côtés de même longueur. Plus précisément, un triangle ABC est dit isocèle en A lorsque les longueurs AB et AC sont égales. A est alors le sommet principal du triangle et [BC] sa base.
Dans un triangle isocèle, les angles adjacents à la base sont égaux.
Un triangle équilatéral est un cas particulier de triangle isocèle, ayant ses trois côtés de même longueur.

## Étymologie
Le mot « isocèle » vient du grec ancien ἰσοσκελής / isoskelēs, « qui a les côtés égaux »  composé du grec ἴσος / ísos, « égal »  et σκέλος / skélos, « jambe »  (le dessin d'un triangle isocèle peut faire penser aux deux jambes d'un personnage).
Le Littré qualifie cette orthographe de « barbare », a contrario de « l’orthographe étymologique et correcte isoscèle ».

## Propriétés
- Les angles à la base d'un triangle isocèle sont égaux. Réciproquement, tout triangle ayant deux angles égaux est isocèle.
- Dans un triangle ABC isocèle en A, la médiane, la hauteur et la bissectrice toutes issues de A ainsi que la médiatrice de la base [BC] sont confondues. Cette droite est également un axe de symétrie du triangle (et le seul, sauf si le triangle est équilatéral).
- Le centre du cercle circonscrit d’un triangle acutangle décompose celui-ci en trois triangles isocèles. Celui d'un triangle rectangle (qui est le milieu de l'hypoténuse) le décompose en deux triangles isocèles.

## Formules
Dans un triangle isocèle, si l'on note {\displaystyle a} la longueur des deux côtés égaux et {\displaystyle b} la longueur de la base, alors :
- la longueur de la hauteur est donnée par la formule : {\displaystyle h={\sqrt {a^{2}-{\frac {b^{2}}{4}}}}}.
- l'aire du triangle est {\displaystyle {\mathcal {A}}={\frac {b}{2}}{\sqrt {a^{2}-{\frac {b^{2}}{4}}}}={\frac {b}{4}}{\sqrt {4a^{2}-b^{2}}}}.
- le périmètre du triangle est {\displaystyle p=2a+b}.

## Cas particuliers
- Deux triangles plats peuvent être considérés comme isocèles avec un angle principal de 0° ou de 180°.
- Le triangle équilatéral est un triangle isocèle en chacun de ses sommets, avec des angles de 60°.
- Le triangle isocèle rectangle est aussi appelé demi-carré avec un angle principal de 90°.
- Le triangle d'or avec un angle principal de 36°, et le gnomon d’or (avec un angle principal de 108°) apparaissent dans la construction du pentagone régulier et dans les pavages de Penrose.
- Le triangle isocèle d’angle principal 120° est associé au pavage triakis, dual du pavage hexagonal tronqué.

## Caractérisation par les longueurs de deux médianes, de deux hauteurs ou deux bissectrices
Un triangle est isocèle si et seulement s'il possède deux médianes (segments), ou deux hauteurs (segments), ou deux bissectrices (segments) de même longueur.
Les sens directs sont évidents, et les réciproques peuvent se démontrer par les expressions des longueurs des céviennes données par le théorème de Stewart.
Pour l'égalité des segments issus de A et B, on obtient, avec les notations classiques du triangle :
- {\displaystyle {\frac {a^{2}+c^{2}}{2}}-{b^{2} \over 4}={\frac {a^{2}+b^{2}}{2}}-{c^{2} \over 4}} pour l'égalité des médianes
- {\displaystyle {\frac {2}{b}}{\sqrt {p(p-a)(p-b)(p-c)}}={\frac {2}{c}}{\sqrt {p(p-a)(p-b)(p-c)}}} pour l'égalité des hauteurs
- {\displaystyle {\frac {4ac(p-b)p}{(a+c)^{2}}}={\frac {4ab(p-c)p}{(a+b)^{2}}}} pour l'égalité des bissectrices

qui donnent dans chaque cas {\displaystyle b=c} .
On trouvera également dans Ladegaillerie 2003, p. 330, une démonstration géométrique pour les bissectrices.